# 짱구는 못말려 극장판: 전설을 부르는 춤을 춰라, 아미고!
《짱구는 못말려 극장판: 전설을 부르는 춤을 춰라, 아미고!》(일본어: 映画クレヨンしんちゃん伝説を呼ぶ踊れ!アミーゴ!)은 2006년 제작된 일본의 애니메이션 영화이다.
우스이 요시토의 《주간 액션》에 연재된 만화 《크레용 신짱》을 원작으로 하여 제작된 TV시리즈 《짱구는 못말려》의 극장용 애니메이션 영화 시리즈 14편이다.
대한민국에서는 2008년 대원방송에서 수입하고 한국식 이름과 한국어 더빙작업을 하여, 《극장판 짱구는 못말려 전설을 부르는 춤을 춰라, 아미고!》이라는 이름으로 15세 이상 관람가 등급으로 챔프TV, 애니원, 투니버스, 애니박스, OCN, 채널CGV에서 방영되었다. 대원방송에서는 한국어 더빙으로 진행하였으며, 영화 내의 주제가, 오프닝, 엔딩곡 등은 해당 방송사에 따라 원어 자막(또는 생략)으로 방영되었다.

## 줄거리
어느날부터 카스카베(떡잎)마을에는 자신과 똑같이 생긴 곤약 클론 인간이 사람 몸을 바꿔친다는 소문이 돌자 술집에서 마스미(고순희)와 우메(나미리)술에 취한 미도리(채성아)는 유치원에서 할 학예회에서 무슨 춤을 출지 얘기를 하고 있었다. 이야기가 끝나고 집으로 돌아가는 그들, 한편 미도리(채성아)는 집으로 가던 중 자신과 똑같이 생긴 곤약 클론 인간을 만났고 그대로 곤약 클론 인간에게 몸을 바뀌고 말았다. 그리고 다음날부터 미도리(채성아)는 신노스케(신짱구)의 온갖 짓궃은 장난에도 꾸짖기는커녕 같이 장단을 맞춰줄 정도로 상상 이상으로 유쾌하게 변해있었다. 뿐만 아니라 평소 마사오(이훈이)를 싫어하는 아이(한수지)는 마사오(이훈이)를 신노스케(신짱구)에게 대하는 것처럼 대했다. 당연히 원래 짝사랑 상대였던 신노스케(신짱구)는 관심 밖. 마사오(이훈이)는 친절해진 아이는 진짜 아이(한수지)가 아니라며 이상해 한다. 그리고 보오(맹구)는 전부터 마을에 전해지는 괴담 이야기를 해주었지만 다른 아이들은 다 놀라는 반면, 토오루만(김철수)은 증거도 없는 거짓말이라고 친구들의 말을 믿지 않는다.
하지만 이미 카스카베 마을(떡잎마을) 전역에 곤약 클론 인간이 퍼지고 신노스케와 히로시에 곤약 클론 인간도 생긴 상황. 게다가 직장 동료 카와구치(고뭉치)까지 곤약 클론 인간으로 바뀌어 그를 쫓아오는 바람에 노하라 가족(신형만, 봉미선, 신짱구, 신짱아, 흰둥이)의 집은 아수라장으로 변하고 말았다. 바로 이때, 혜성처럼 나타난 이가 있었으니 바로 SRI 소속 요원 재클린 피니, 줄여서 재키였다. 세계 곳곳에 퍼져있는 곤약 클론 인간을 없애기 위해 카스카베에 파견되었다. 위기에 빠진 마을을 구하기 위해 발벗고 뛴다. 토오루만(김철수)는 소문을 믿지 않고 집에 갔다가 이미 곤약 클론 인간 철수가 와 있는 상황. 철수도 곤약 클론 인간을 바뀌게 된다. 결국 아이들의 낌새를 알아차리고 토오루만(김철수)는 아이들을 공격하려고 한다. 이때 노하라 가족(신형만, 봉미선, 신짱구, 신짱아, 흰둥이)이 등장한다. 그리고 아이들을 구해주는데...

## 등장인물
- 신짱구 (일본명: 노하라 신노스케)
- 신영식 (일본명: 노하라 히로시)
- 봉미선 (일본명: 노하라 미사에)
- 신짱아 (일본명: 노하라 히마와리)
- 흰둥이
- 김철수 (일본명: 카자마 토오루)
- 한유리 (일본명: 사쿠라다 네네)
- 이훈이 (일본면: 사토 마사오)
- 맹구 (일본명: 보오)
- 재클린 피니 (재키)
- 아미고 레이

## 캐스트
- 노하라 신노스케 - 야지마 아키코
- 노하라 히로시 - 후지와라 케이지
- 노하라 미사에 - 나라하시 미키
- 노하라 히마와리 - 코오로기 사토미
- 시로 - 마시바 마리
- 카자마 토오루 - 마시바 마리
- 사쿠라다 네네 - 하야시 타마요
- 사토 마사오 - 이치류사이 테이유
- 보오 - 사토 치에
- 재클린 피니 - 와타나베 아케노
- 아미가 스즈키 - 타지마 레이코
- 타카쿠라 분타 선생님 - 나야 로쿠로
- 요시나가 미도리 선생님 - 타카다 유미
- 마츠자카 우메 선생님 - 토미자와 미치에
- 아게오 마스미 선생님 - 미츠이시 코토노
- 카자마 미네코- 타마가와 사키코
- 사쿠라타 모에코- 하기모리 준코
- 마사오의 엄마- 오츠카 토모코
- 모에P - 노가와 사쿠라
- 오카마 바의 마마 - 쵸슈 코리키
- 아미고 스즈키 - 이케다 슈이치
- SRI대장 - 세인 캐뮤

## 한국어 더빙
- 짱구 - 박영남
- 짱구 아빠 / 가짜 짱구 아빠 - 오세홍
- 짱구 엄마 / 가짜 짱구 엄마 / 맹구 / 가짜 맹구 - 강희선
- 재키 - 윤미나
- 아미고 레이 (여자) - 김옥경
- 아미고 레이 (남자) / 고뭉치 / 가짜 고뭉치 - 윤세웅
- 짱아 / 철수 / 가짜 철수 / 철수 엄마 / 가짜 철수 엄마 / 옆집 아줌마 / 가짜 옆집 아줌마 - 여민정
- 흰동이 / 유리 / 가짜 유리 / 유리 엄마 / 가짜 유리 엄마 - 장경희
- 훈이 / 가짜 훈이 / 훈이 엄마 / 가짜 훈이 엄마/ 고순희 (차은주) 선생님 / 가짜 고순희 (차은주) 선생님 - 정혜옥
- 나미리 선생님 / 가짜 나미리 선생님 / 가짜 수지 / 사키 - 윤여진
- 가짜 정훈 / 가짜 흑곰 / 아나운서 - 이현우
- 원장 선생님 / 가짜 원장 선생님 / 치코 - 현경수
- 채성아 선생님 / 가짜 채성아 선생님 / 가짜 민희 / 모에피 - 하은진

## DVD
- DVD - 2006년 11월 24일 반다이 비주얼에서 발매

## 같이 보기
- 짱구는 못말려
- 우스이 요시토